# Mejor quinteto defensivo de la NBA
El Mejor quinteto defensivo de la NBA (NBA All-Defensive Team) es una condecoración anual otorgada por la NBA a los mejores jugadores defensivos de la temporada regular. Se concede desde la temporada 1968-69 de la NBA. La votación la realizan los 30 entrenadores de la liga, los cuales no pueden elegir a jugadores de su propia plantilla. Se eligen dos equipos, el primero y el segundo mejor, con un total de diez jugadores seleccionados. Los entrenadores otorgan dos puntos a los jugadores que eligen para el primer equipo, y uno a los del segundo. Los cinco con mayor número de votos conforman el mejor quinteto de la NBA, y los cinco siguientes, el segundo. En caso de empate en la quinta posición de cualquiera de los dos equipos, el quinteto es expandido a seis jugadores. Los empates han ocurrido en varias ocasiones, más recientemente en 2006, cuando Kobe Bryant y Jason Kidd empataron a votos. El primer equipo lo compusieron seis jugadores, mientras que el segundo cinco. No se respetan las posiciones; por ejemplo, el primer equipo tuvo tres aleros, un pívot y un base en 2006.
Tim Duncan posee el récord de más selecciones totales con trece, y fue escogido sucesivamente desde su primera temporada en la liga en 1998. Kareem Abdul-Jabbar le sigue con once, y Kevin Garnett, Scottie Pippen y Kobe Bryant con diez cada uno. Michael Jordan y Gary Payton comparten el récord de más apariciones en el primer quinteto defensivo de la NBA con nueve. Pippen, Bobby Jones, Duncan, Garnett y Bryant han formado parte del primer equipo en ocho ocasiones, mientras que Walt Frazier y Dennis Rodman en siete. Hakeem Olajuwon de Nigeria, Patrick Ewing de Jamaica, Dikembe Mutombo y Serge Ibaka de la República Democrática del Congo, Andrei Kirilenko de Rusia, Joakim Noah de Francia,  Tim Duncan y Raja Bell de las Islas Vírgenes de los Estados Unidos son los únicos seis miembros del mejor quinteto defensivo de la NBA que no han nacido en los Estados Unidos. Duncan y Bell son ciudadanos estadounidenses, pero son considerados jugadores internacionales por la NBA debido a que no han nacido en uno de los 50 estados o en Washington D. C..  Noah nació en Nueva York, de padre francés y madre sueca, decidió defender a la sección francesa. Ibaka nació en el Congo, pero obtuvo la nacionalidad española, a la que defiende en las competiciones internacionales

## Ganadores
|                      | Denota jugador en activo en la NBA                                            |
|                      | Denota jugador incluido en el Basketball Hall of Fame                         |
| Jugador (X)          | Denota el número de veces que ha sido elegido                                 |
| Jugador (en negrita) | Indica el jugador que ganó el premio al Mejor Defensor de la NBA el mismo año |

| Temporada | Primer equipo                   | Primer equipo          | Segundo equipo                   | Segundo equipo         |
| Temporada | Jugadores                       | Equipos                | Jugadores                        | Equipos                |
| --------- | ------------------------------- | ---------------------- | -------------------------------- | ---------------------- |
| 1968-69   | Dave DeBusschere                | New York Knicks        | Rudy LaRusso                     | San Francisco Warriors |
| 1968-69   | Nate Thurmond                   | San Francisco Warriors | Tom Sanders                      | Boston Celtics         |
| 1968-69   | Bill Russell                    | Boston Celtics         | John Havlicek                    | Boston Celtics         |
| 1968-69   | Walt Frazier                    | New York Knicks        | Jerry West                       | Los Angeles Lakers     |
| 1968-69   | Jerry Sloan                     | Chicago Bulls          | Bill Bridges                     | Atlanta Hawks          |
| 1969-70   | Dave DeBusschere (2)            | New York Knicks        | John Havlicek (2)                | Boston Celtics         |
| 1969-70   | Gus Johnson                     | Baltimore Bullets      | Bill Bridges (2)                 | Atlanta Hawks          |
| 1969-70   | Willis Reed                     | New York Knicks        | Lew Alcindor                     | Milwaukee Bucks        |
| 1969-70   | Walt Frazier (2)                | New York Knicks        | Joe Caldwell                     | Atlanta Hawks          |
| 1969-70   | Jerry West (2)                  | Los Angeles Lakers     | Jerry Sloan (2)                  | Chicago Bulls          |
| 1970-71   | Dave DeBusschere (3)            | New York Knicks        | John Havlicek (3)                | Boston Celtics         |
| 1970-71   | Gus Johnson (2)                 | Baltimore Bullets      | Paul Silas                       | Phoenix Suns           |
| 1970-71   | Nate Thurmond (2)               | San Francisco Warriors | Lew Alcindor (2)                 | Milwaukee Bucks        |
| 1970-71   | Walt Frazier (3)                | New York Knicks        | Jerry Sloan (3)                  | Chicago Bulls          |
| 1970-71   | Jerry West (3)                  | Los Angeles Lakers     | Norm Van Lier                    | Cincinnati Royals      |
| 1971-72   | Dave DeBusschere (4)            | New York Knicks        | Paul Silas (2)                   | Phoenix Suns           |
| 1971-72   | John Havlicek (4)               | Boston Celtics         | Bob Love                         | Chicago Bulls          |
| 1971-72   | Wilt Chamberlain                | Los Angeles Lakers     | Nate Thurmond (3)                | Golden State Warriors  |
| 1971-72   | Jerry West (4)                  | Los Angeles Lakers     | Norm Van Lier (2)                | Chicago Bulls          |
| 1971-72   | Walt Frazier (4) (empate)       | New York Knicks        | Don Chaney                       | Boston Celtics         |
| 1971-72   | Jerry Sloan (4) (empate)        | Chicago Bulls          | Don Chaney                       | Boston Celtics         |
| 1972-73   | Dave DeBusschere (5)            | New York Knicks        | Paul Silas (3)                   | Phoenix Suns           |
| 1972-73   | John Havlicek (5)               | Boston Celtics         | Mike Riordan                     | Baltimore Bullets      |
| 1972-73   | Wilt Chamberlain (2)            | Los Angeles Lakers     | Nate Thurmond (4)                | Golden State Warriors  |
| 1972-73   | Jerry West (5)                  | Los Angeles Lakers     | Norm Van Lier (3)                | Chicago Bulls          |
| 1972-73   | Walt Frazier (5)                | New York Knicks        | Don Chaney (2)                   | Boston Celtics         |
| 1973-74   | Dave DeBusschere (6)            | New York Knicks        | Elvin Hayes                      | Capital Bullets        |
| 1973-74   | John Havlicek (6)               | Boston Celtics         | Bob Love (2)                     | Chicago Bulls          |
| 1973-74   | Kareem Abdul-Jabbar (3)         | Milwaukee Bucks        | Nate Thurmond (5)                | Golden State Warriors  |
| 1973-74   | Norm Van Lier (4)               | Chicago Bulls          | Don Chaney (3)                   | Boston Celtics         |
| 1973-74   | Walt Frazier (6) (empate)       | New York Knicks        | Dick Van Arsdale (empate)        | Phoenix Suns           |
| 1973-74   | Jerry Sloan (4) (empate)        | Chicago Bulls          | Jim Price (empate)               | Los Angeles Lakers     |
| 1974-75   | John Havlicek (7)               | Boston Celtics         | Elvin Hayes (2)                  | Washington Bullets     |
| 1974-75   | Paul Silas (4)                  | Boston Celtics         | Bob Love (3)                     | Chicago Bulls          |
| 1974-75   | Kareem Abdul-Jabbar (4)         | Milwaukee Bucks        | Dave Cowens                      | Boston Celtics         |
| 1974-75   | Jerry Sloan (5)                 | Chicago Bulls          | Norm Van Lier (5)                | Chicago Bulls          |
| 1974-75   | Walt Frazier (7)                | New York Knicks        | Don Chaney (4)                   | Boston Celtics         |
| 1975-76   | Paul Silas (5)                  | Boston Celtics         | Jim Brewer                       | Cleveland Cavaliers    |
| 1975-76   | John Havlicek (8)               | Boston Celtics         | Jamaal Wilkes                    | Golden State Warriors  |
| 1975-76   | Dave Cowens (2)                 | Boston Celtics         | Kareem Abdul-Jabbar (5)          | Los Angeles Lakers     |
| 1975-76   | Norm Van Lier (6)               | Chicago Bulls          | Jim Cleamons                     | Cleveland Cavaliers    |
| 1975-76   | Don Watts                       | Seattle SuperSonics    | Phil Smith                       | Golden State Warriors  |
| 1976-77   | Bobby Jones                     | Denver Nuggets         | Jim Brewer (2)                   | Cleveland Cavaliers    |
| 1976-77   | E.C. Coleman                    | New Orleans Jazz       | Jamaal Wilkes (2)                | Golden State Warriors  |
| 1976-77   | Bill Walton                     | Portland Trail Blazers | Kareem Abdul-Jabbar (6)          | Los Angeles Lakers     |
| 1976-77   | Don Buse                        | Indiana Pacers         | Brian Taylor                     | Kansas City Kings      |
| 1976-77   | Norm Van Lier (7)               | Chicago Bulls          | Don Chaney (5)                   | Los Angeles Lakers     |
| 1977-78   | Bobby Jones (2)                 | Denver Nuggets         | E.C. Coleman (2)                 | Golden State Warriors  |
| 1977-78   | Maurice Lucas                   | Portland Trail Blazers | Bob Gross                        | Portland Trail Blazers |
| 1977-78   | Bill Walton (2)                 | Portland Trail Blazers | Kareem Abdul-Jabbar (7) (empate) | Los Angeles Lakers     |
| 1977-78   | Bill Walton (2)                 | Portland Trail Blazers | Artis Gilmore (empate)           | Chicago Bulls          |
| 1977-78   | Lionel Hollins                  | Portland Trail Blazers | Norm Van Lier (8)                | Chicago Bulls          |
| 1977-78   | Don Buse (2)                    | Phoenix Suns           | Quinn Buckner                    | Milwaukee Bucks        |
| 1978-79   | Bobby Jones (3)                 | Philadelphia 76ers     | Maurice Lucas (2)                | Portland Trail Blazers |
| 1978-79   | Bob Dandridge                   | Washington Bullets     | M. L. Carr                       | Detroit Pistons        |
| 1978-79   | Kareem Abdul-Jabbar (8)         | Los Angeles Lakers     | Moses Malone                     | Houston Rockets        |
| 1978-79   | Dennis Johnson                  | Seattle SuperSonics    | Lionel Hollins (2)               | Portland Trail Blazers |
| 1978-79   | Don Buse (3)                    | Phoenix Suns           | Eddie Johnson                    | Atlanta Hawks          |
| 1979-80   | Bobby Jones (4)                 | Philadelphia 76ers     | Scott Wedman                     | Kansas City Kings      |
| 1979-80   | Dan Roundfield                  | Atlanta Hawks          | Kermit Washington                | Portland Trail Blazers |
| 1979-80   | Kareem Abdul-Jabbar (9)         | Los Angeles Lakers     | Dave Cowens (3)                  | Boston Celtics         |
| 1979-80   | Dennis Johnson (2)              | Seattle SuperSonics    | Quinn Buckner (2)                | Milwaukee Bucks        |
| 1979-80   | Don Buse (4) (empate)           | Phoenix Suns           | Eddie Johnson (2)                | Atlanta Hawks          |
| 1979-80   | Micheal Ray Richardson (empate) | New York Knicks        | Eddie Johnson (2)                | Atlanta Hawks          |
| 1980-81   | Bobby Jones (5)                 | Philadelphia 76ers     | Dan Roundfield (2)               | Atlanta Hawks          |
| 1980-81   | Caldwell Jones                  | Philadelphia 76ers     | Kermit Washington (2)            | Portland Trail Blazers |
| 1980-81   | Kareem Abdul-Jabbar (10)        | Los Angeles Lakers     | George Johnson                   | San Antonio Spurs      |
| 1980-81   | Dennis Johnson (3)              | Phoenix Suns           | Quinn Buckner (3)                | Milwaukee Bucks        |
| 1980-81   | Micheal Ray Richardson (2)      | New York Knicks        | Dudley Bradley (empate)          | Indiana Pacers         |
| 1980-81   | Micheal Ray Richardson (2)      | New York Knicks        | Michael Cooper (empate)          | Los Angeles Lakers     |
| 1981-82   | Bobby Jones (6)                 | Philadelphia 76ers     | Larry Bird                       | Boston Celtics         |
| 1981-82   | Dan Roundfield (3)              | Atlanta Hawks          | Lonnie Shelton                   | Seattle SuperSonics    |
| 1981-82   | Caldwell Jones (2)              | Philadelphia 76ers     | Jack Sikma                       | Seattle SuperSonics    |
| 1981-82   | Michael Cooper (2)              | Los Angeles Lakers     | Quinn Buckner (4)                | Milwaukee Bucks        |
| 1981-82   | Dennis Johnson (4)              | Phoenix Suns           | Sidney Moncrief                  | Milwaukee Bucks        |
| 1982-83   | Bobby Jones (7)                 | Philadelphia 76ers     | Larry Bird (2)                   | Boston Celtics         |
| 1982-83   | Dan Roundfield (4)              | Atlanta Hawks          | Kevin McHale                     | Boston Celtics         |
| 1982-83   | Moses Malone (2)                | Philadelphia 76ers     | Wayne Rollins                    | Atlanta Hawks          |
| 1982-83   | Sidney Moncrief (2)             | Milwaukee Bucks        | Michael Cooper (3)               | Los Angeles Lakers     |
| 1982-83   | Dennis Johnson (5) (empate)     | Phoenix Suns           | T. R. Dunn                       | Denver Nuggets         |
| 1982-83   | Maurice Cheeks (empate)         | Philadelphia 76ers     | T. R. Dunn                       | Denver Nuggets         |
| 1983-84   | Bobby Jones (8)                 | Philadelphia 76ers     | Larry Bird (3)                   | Boston Celtics         |
| 1983-84   | Michael Cooper (4)              | Los Angeles Lakers     | Dan Roundfield (5)               | Atlanta Hawks          |
| 1983-84   | Wayne Rollins (2)               | Atlanta Hawks          | Kareem Abdul-Jabbar (11)         | Los Angeles Lakers     |
| 1983-84   | Maurice Cheeks (2)              | Philadelphia 76ers     | Dennis Johnson (6)               | Boston Celtics         |
| 1983-84   | Sidney Moncrief (3)             | Milwaukee Bucks        | T. R. Dunn (2)                   | Denver Nuggets         |
| 1984-85   | Sidney Moncrief (4)             | Milwaukee Bucks        | Bobby Jones (9)                  | Philadelphia 76ers     |
| 1984-85   | Paul Pressey                    | Milwaukee Bucks        | Danny Vranes                     | Seattle SuperSonics    |
| 1984-85   | Mark Eaton                      | Utah Jazz              | Akeem Olajuwon                   | Houston Rockets        |
| 1984-85   | Michael Cooper (5)              | Los Angeles Lakers     | Dennis Johnson (7)               | Boston Celtics         |
| 1984-85   | Maurice Cheeks (3)              | Philadelphia 76ers     | T. R. Dunn (3)                   | Denver Nuggets         |
| 1985-86   | Paul Pressey (2)                | Milwaukee Bucks        | Michael Cooper (6)               | Los Angeles Lakers     |
| 1985-86   | Kevin McHale (2)                | Boston Celtics         | Bill Hanzlik                     | Denver Nuggets         |
| 1985-86   | Mark Eaton (2)                  | Utah Jazz              | Manute Bol                       | Washington Bullets     |
| 1985-86   | Sidney Moncrief (5)             | Milwaukee Bucks        | Alvin Robertson                  | San Antonio Spurs      |
| 1985-86   | Maurice Cheeks (4)              | Philadelphia 76ers     | Dennis Johnson (8)               | Boston Celtics         |
| 1986-87   | Kevin McHale (3)                | Boston Celtics         | Paul Pressey (3)                 | Milwaukee Bucks        |
| 1986-87   | Michael Cooper (7)              | Los Angeles Lakers     | Rodney McCray                    | Houston Rockets        |
| 1986-87   | Hakeem Olajuwon (2)             | Houston Rockets        | Mark Eaton (3)                   | Utah Jazz              |
| 1986-87   | Alvin Robertson (2)             | San Antonio Spurs      | Maurice Cheeks (5)               | Philadelphia 76ers     |
| 1986-87   | Dennis Johnson (9)              | Boston Celtics         | Derek Harper                     | Dallas Mavericks       |
| 1987-88   | Kevin McHale (4)                | Boston Celtics         | Buck Williams                    | New Jersey Nets        |
| 1987-88   | Rodney McCray (2)               | Houston Rockets        | Karl Malone                      | Utah Jazz              |
| 1987-88   | Hakeem Olajuwon (3)             | Houston Rockets        | Mark Eaton (4) (empate)          | Utah Jazz              |
| 1987-88   | Hakeem Olajuwon (3)             | Houston Rockets        | Patrick Ewing (empate)           | New York Knicks        |
| 1987-88   | Michael Cooper (8)              | Los Angeles Lakers     | Alvin Robertson (3)              | San Antonio Spurs      |
| 1987-88   | Michael Jordan                  | Chicago Bulls          | Lafayette Lever                  | Denver Nuggets         |
| 1988-89   | Dennis Rodman                   | Detroit Pistons        | Kevin McHale (5)                 | Boston Celtics         |
| 1988-89   | Larry Nance                     | Cleveland Cavaliers    | A. C. Green                      | Los Angeles Lakers     |
| 1988-89   | Mark Eaton (5)                  | Utah Jazz              | Patrick Ewing (2)                | New York Knicks        |
| 1988-89   | Michael Jordan (2)              | Chicago Bulls          | John Stockton                    | Utah Jazz              |
| 1988-89   | Joe Dumars                      | Detroit Pistons        | Alvin Robertson (4)              | San Antonio Spurs      |
| 1989-90   | Dennis Rodman (2)               | Detroit Pistons        | Kevin McHale (6)                 | Boston Celtics         |
| 1989-90   | Buck Williams (2)               | Portland Trail Blazers | Rick Mahorn                      | Philadelphia 76ers     |
| 1989-90   | Hakeem Olajuwon (4)             | Houston Rockets        | David Robinson                   | San Antonio Spurs      |
| 1989-90   | Michael Jordan (3)              | Chicago Bulls          | Derek Harper (2)                 | Dallas Mavericks       |
| 1989-90   | Joe Dumars (2)                  | Detroit Pistons        | Alvin Robertson (5)              | Milwaukee Bucks        |
| 1990-91   | Michael Jordan (4)              | Chicago Bulls          | Joe Dumars (3)                   | Detroit Pistons        |
| 1990-91   | Alvin Robertson (6)             | Milwaukee Bucks        | John Stockton (2)                | Utah Jazz              |
| 1990-91   | David Robinson (2)              | San Antonio Spurs      | Hakeem Olajuwon (5)              | Houston Rockets        |
| 1990-91   | Dennis Rodman (3)               | Detroit Pistons        | Scottie Pippen                   | Chicago Bulls          |
| 1990-91   | Buck Williams (3)               | Portland Trail Blazers | Dan Majerle                      | Phoenix Suns           |
| 1991-92   | Dennis Rodman (4)               | Detroit Pistons        | Larry Nance (2)                  | Cleveland Cavaliers    |
| 1991-92   | Scottie Pippen (2)              | Chicago Bulls          | Buck Williams (4)                | Portland Trail Blazers |
| 1991-92   | David Robinson (3)              | San Antonio Spurs      | Patrick Ewing (3)                | New York Knicks        |
| 1991-92   | Michael Jordan (5)              | Chicago Bulls          | John Stockton (3)                | Utah Jazz              |
| 1991-92   | Joe Dumars (4)                  | Detroit Pistons        | Micheal Williams                 | Indiana Pacers         |
| 1992-93   | Scottie Pippen (3)              | Chicago Bulls          | Horace Grant                     | Chicago Bulls          |
| 1992-93   | Dennis Rodman (5)               | Detroit Pistons        | Larry Nance (3)                  | Cleveland Cavaliers    |
| 1992-93   | Hakeem Olajuwon (6)             | Houston Rockets        | David Robinson (4)               | San Antonio Spurs      |
| 1992-93   | Michael Jordan (6)              | Chicago Bulls          | Dan Majerle (2)                  | Phoenix Suns           |
| 1992-93   | Joe Dumars (5)                  | Detroit Pistons        | John Starks                      | New York Knicks        |
| 1993-94   | Scottie Pippen (4)              | Chicago Bulls          | Dennis Rodman (6)                | Detroit Pistons        |
| 1993-94   | Charles Oakley                  | New York Knicks        | Horace Grant (2)                 | Chicago Bulls          |
| 1993-94   | Hakeem Olajuwon (7)             | Houston Rockets        | David Robinson (5)               | San Antonio Spurs      |
| 1993-94   | Gary Payton                     | Seattle SuperSonics    | Nate McMillan                    | Seattle SuperSonics    |
| 1993-94   | Mookie Blaylock                 | Atlanta Hawks          | Latrell Sprewell                 | Golden State Warriors  |
| 1994-95   | Scottie Pippen (5)              | Chicago Bulls          | Horace Grant (3)                 | Orlando Magic          |
| 1994-95   | Dennis Rodman (7)               | San Antonio Spurs      | Derrick McKey                    | Indiana Pacers         |
| 1994-95   | David Robinson (6)              | San Antonio Spurs      | Dikembe Mutombo                  | Denver Nuggets         |
| 1994-95   | Gary Payton (2)                 | Seattle SuperSonics    | John Stockton (4)                | Utah Jazz              |
| 1994-95   | Mookie Blaylock (2)             | Atlanta Hawks          | Nate McMillan (2)                | Seattle SuperSonics    |
| 1995-96   | Scottie Pippen (6)              | Chicago Bulls          | Horace Grant (4)                 | Orlando Magic          |
| 1995-96   | Dennis Rodman (8)               | Chicago Bulls          | Derrick McKey (2)                | Indiana Pacers         |
| 1995-96   | David Robinson (7)              | San Antonio Spurs      | Hakeem Olajuwon (8)              | Houston Rockets        |
| 1995-96   | Gary Payton (3)                 | Seattle SuperSonics    | Mookie Blaylock (3)              | Atlanta Hawks          |
| 1995-96   | Michael Jordan (7)              | Chicago Bulls          | Bobby Phills                     | Cleveland Cavaliers    |
| 1996-97   | Scottie Pippen (7)              | Chicago Bulls          | Anthony Mason                    | Charlotte Hornets      |
| 1996-97   | Karl Malone (2)                 | Utah Jazz              | P. J. Brown                      | Miami Heat             |
| 1996-97   | Dikembe Mutombo (2)             | Atlanta Hawks          | Hakeem Olajuwon (9)              | Houston Rockets        |
| 1996-97   | Michael Jordan (8)              | Chicago Bulls          | Mookie Blaylock (4)              | Atlanta Hawks          |
| 1996-97   | Gary Payton (4)                 | Seattle SuperSonics    | John Stockton (5)                | Utah Jazz              |
| 1997-98   | Scottie Pippen (8)              | Chicago Bulls          | Tim Duncan                       | San Antonio Spurs      |
| 1997-98   | Karl Malone (3)                 | Utah Jazz              | Charles Oakley (2)               | New York Knicks        |
| 1997-98   | Dikembe Mutombo (3)             | Atlanta Hawks          | David Robinson (8)               | San Antonio Spurs      |
| 1997-98   | Gary Payton (5)                 | Seattle SuperSonics    | Mookie Blaylock (5)              | Atlanta Hawks          |
| 1997-98   | Michael Jordan (9)              | Chicago Bulls          | Eddie Jones                      | Los Angeles Lakers     |
| 1998-99   | Tim Duncan (2)                  | San Antonio Spurs      | P. J. Brown (2)                  | Miami Heat             |
| 1998-99   | Jason Kidd                      | Phoenix Suns           | Theo Ratliff                     | Philadelphia 76ers     |
| 1998-99   | Alonzo Mourning                 | Miami Heat             | Dikembe Mutombo (4)              | Atlanta Hawks          |
| 1998-99   | Gary Payton (6)                 | Seattle SuperSonics    | Mookie Blaylock (6)              | Atlanta Hawks          |
| 1998-99   | Karl Malone (4) (empate)        | Utah Jazz              | Eddie Jones (2)                  | Charlotte Hornets      |
| 1998-99   | Scottie Pippen (9) (empate)     | Houston Rockets        |                                  | Charlotte Hornets      |
| 1999-00   | Tim Duncan (3)                  | San Antonio Spurs      | Scottie Pippen (10)              | Portland Trail Blazers |
| 1999-00   | Kevin Garnett                   | Minnesota Timberwolves | Clifford Robinson                | Phoenix Suns           |
| 1999-00   | Alonzo Mourning (2)             | Miami Heat             | Shaquille O'Neal                 | Los Angeles Lakers     |
| 1999-00   | Gary Payton (7)                 | Seattle SuperSonics    | Eddie Jones (3)                  | Charlotte Hornets      |
| 1999-00   | Kobe Bryant                     | Los Angeles Lakers     | Jason Kidd (2)                   | Phoenix Suns           |
| 2000-01   | Tim Duncan (4)                  | San Antonio Spurs      | Bruce Bowen                      | Miami Heat             |
| 2000-01   | Kevin Garnett (2)               | Minnesota Timberwolves | P. J. Brown (3)                  | Charlotte Hornets      |
| 2000-01   | Dikembe Mutombo (5)             | Philadelphia 76ers     | Shaquille O'Neal (2)             | Los Angeles Lakers     |
| 2000-01   | Gary Payton (8)                 | Seattle SuperSonics    | Kobe Bryant (2)                  | Los Angeles Lakers     |
| 2000-01   | Jason Kidd (3)                  | Phoenix Suns           | Doug Christie                    | Sacramento Kings       |
| 2001-02   | Tim Duncan (5)                  | San Antonio Spurs      | Bruce Bowen (2)                  | San Antonio Spurs      |
| 2001-02   | Kevin Garnett (3)               | Minnesota Timberwolves | Clifford Robinson (2)            | Detroit Pistons        |
| 2001-02   | Ben Wallace                     | Detroit Pistons        | Dikembe Mutombo (6)              | Philadelphia 76ers     |
| 2001-02   | Gary Payton (9)                 | Seattle SuperSonics    | Kobe Bryant (3)                  | Los Angeles Lakers     |
| 2001-02   | Jason Kidd (4)                  | New Jersey Nets        | Doug Christie (2)                | Sacramento Kings       |
| 2002-03   | Tim Duncan (6)                  | San Antonio Spurs      | Ron Artest                       | Indiana Pacers         |
| 2002-03   | Kevin Garnett (4)               | Minnesota Timberwolves | Bruce Bowen (3)                  | San Antonio Spurs      |
| 2002-03   | Ben Wallace (2)                 | Detroit Pistons        | Shaquille O'Neal (3)             | Los Angeles Lakers     |
| 2002-03   | Doug Christie (3)               | Sacramento Kings       | Jason Kidd (5)                   | New Jersey Nets        |
| 2002-03   | Kobe Bryant (4)                 | Los Angeles Lakers     | Eric Snow                        | Philadelphia 76ers     |
| 2003-04   | Ron Artest (2)                  | Indiana Pacers         | Andrei Kirilenko                 | Utah Jazz              |
| 2003-04   | Kevin Garnett (5)               | Minnesota Timberwolves | Tim Duncan (7)                   | San Antonio Spurs      |
| 2003-04   | Ben Wallace (3)                 | Detroit Pistons        | Theo Ratliff (2)                 | Portland Trail Blazers |
| 2003-04   | Bruce Bowen (4)                 | San Antonio Spurs      | Doug Christie (4)                | Sacramento Kings       |
| 2003-04   | Kobe Bryant (5)                 | Los Angeles Lakers     | Jason Kidd (6)                   | New Jersey Nets        |
| 2004-05   | Ben Wallace (4)                 | Detroit Pistons        | Tayshaun Prince                  | Detroit Pistons        |
| 2004-05   | Kevin Garnett (6)               | Minnesota Timberwolves | Marcus Camby                     | Denver Nuggets         |
| 2004-05   | Bruce Bowen (5)                 | San Antonio Spurs      | Chauncey Billups                 | Detroit Pistons        |
| 2004-05   | Tim Duncan (8)                  | San Antonio Spurs      | Andrei Kirilenko (2)             | Utah Jazz              |
| 2004-05   | Larry Hughes                    | Washington Wizards     | Jason Kidd (7) (empate)          | New Jersey Nets        |
| 2004-05   | Dwyane Wade (empate)            | Washington Wizards     | Miami Heat                       |                        |
| 2005-06   | Bruce Bowen (6)                 | San Antonio Spurs      | Tim Duncan (9)                   | San Antonio Spurs      |
| 2005-06   | Ben Wallace (5)                 | Detroit Pistons        | Chauncey Billups (2)             | Detroit Pistons        |
| 2005-06   | Andrei Kirilenko (3)            | Utah Jazz              | Kevin Garnett (7)                | Minnesota Timberwolves |
| 2005-06   | Ron Artest (3)                  | Indiana Pacers         | Marcus Camby (2)                 | Denver Nuggets         |
| 2005-06   | Kobe Bryant (6) (empate)        | Los Angeles Lakers     | Tayshaun Prince (2)              | Detroit Pistons        |
| 2005-06   | Jason Kidd (7) (empate)         | New Jersey Nets        | Tayshaun Prince (2)              | Detroit Pistons        |
| 2006-07   | Bruce Bowen (7)                 | San Antonio Spurs      | Ben Wallace (6)                  | Chicago Bulls          |
| 2006-07   | Tim Duncan (10)                 | San Antonio Spurs      | Kirk Hinrich                     | Chicago Bulls          |
| 2006-07   | Marcus Camby (3)                | Denver Nuggets         | Jason Kidd (8)                   | New Jersey Nets        |
| 2006-07   | Kobe Bryant (7)                 | Los Angeles Lakers     | Tayshaun Prince (3)              | Detroit Pistons        |
| 2006-07   | Raja Bell                       | Phoenix Suns           | Kevin Garnett (8)                | Minnesota Timberwolves |
| 2007-08   | Kevin Garnett (9)               | Boston Celtics         | Shane Battier                    | Houston Rockets        |
| 2007-08   | Kobe Bryant (8)                 | Los Angeles Lakers     | Chris Paul                       | New Orleans Hornets    |
| 2007-08   | Marcus Camby (4)                | Denver Nuggets         | Dwight Howard                    | Orlando Magic          |
| 2007-08   | Bruce Bowen (8)                 | San Antonio Spurs      | Tayshaun Prince (4)              | Detroit Pistons        |
| 2007-08   | Tim Duncan (11)                 | San Antonio Spurs      | Raja Bell (2)                    | Phoenix Suns           |
| 2008-09   | Dwight Howard (2)               | Orlando Magic          | Tim Duncan (12)                  | San Antonio Spurs      |
| 2008-09   | Kobe Bryant (9)                 | Los Angeles Lakers     | Dwyane Wade (2)                  | Miami Heat             |
| 2008-09   | LeBron James                    | Cleveland Cavaliers    | Rajon Rondo                      | Boston Celtics         |
| 2008-09   | Chris Paul (2)                  | New Orleans Hornets    | Shane Battier (2)                | Houston Rockets        |
| 2008-09   | Kevin Garnett (10)              | Boston Celtics         | Ron Artest (4)                   | Houston Rockets        |
| 2009-10   | Dwight Howard (3)               | Orlando Magic          | Tim Duncan (13)                  | San Antonio Spurs      |
| 2009-10   | Rajon Rondo (2)                 | Boston Celtics         | Dwyane Wade (3)                  | Miami Heat             |
| 2009-10   | LeBron James (2)                | Cleveland Cavaliers    | Josh Smith                       | Atlanta Hawks          |
| 2009-10   | Kobe Bryant (10)                | Los Angeles Lakers     | Anderson Varejão                 | Cleveland Cavaliers    |
| 2009-10   | Gerald Wallace                  | Charlotte Bobcats      | Thabo Sefolosha                  | Oklahoma City Thunder  |
| 2010-11   | Dwight Howard (4)               | Orlando Magic          | Tony Allen                       | Memphis Grizzlies      |
| 2010-11   | Rajon Rondo (3)                 | Boston Celtics         | Chris Paul (3)                   | New Orleans Hornets    |
| 2010-11   | LeBron James (3)                | Miami Heat             | Tyson Chandler                   | Dallas Mavericks       |
| 2010-11   | Kobe Bryant (11)                | Los Angeles Lakers     | Andre Iguodala                   | Philadelphia 76ers     |
| 2010-11   | Kevin Garnett (11)              | Boston Celtics         | Joakim Noah                      | Chicago Bulls          |
| 2011-12   | LeBron James (4)                | Miami Heat             | Kevin Garnett (12)               | Boston Celtics         |
| 2011-12   | Serge Ibaka                     | Oklahoma City Thunder  | Luol Deng                        | Chicago Bulls          |
| 2011-12   | Dwight Howard (5)               | Orlando Magic          | Tyson Chandler (2)               | New York Knicks        |
| 2011-12   | Chris Paul (4)                  | Los Angeles Clippers   | Rajon Rondo (4)                  | Boston Celtics         |
| 2011-12   | Tony Allen (2)                  | Memphis Grizzlies      | Kobe Bryant (12)                 | Los Angeles Lakers     |
| 2012-13   | LeBron James (5)                | Miami Heat             | Tim Duncan (14)                  | San Antonio Spurs      |
| 2012-13   | Serge Ibaka (2)                 | Oklahoma City Thunder  | Paul George                      | Indiana Pacers         |
| 2012-13   | Tyson Chandler (3) (empate)     | New York Knicks        | Marc Gasol                       | Memphis Grizzlies      |
| 2012-13   | Joakim Noah (2) (empate)        | Chicago Bulls          | Marc Gasol                       | Memphis Grizzlies      |
| 2012-13   | Tony Allen (3)                  | Memphis Grizzlies      | Avery Bradley                    | Boston Celtics         |
| 2012-13   | Chris Paul (5)                  | Los Angeles Clippers   | Mike Conley, Jr.                 | Memphis Grizzlies      |
| 2013-14   | Joakim Noah (3)                 | Chicago Bulls          | LeBron James (6)                 | Miami Heat             |
| 2013-14   | Paul George (2)                 | Indiana Pacers         | Patrick Beverley                 | Houston Rockets        |
| 2013-14   | Chris Paul (6)                  | Los Angeles Clippers   | Jimmy Butler                     | Chicago Bulls          |
| 2013-14   | Serge Ibaka (3)                 | Oklahoma City Thunder  | Kawhi Leonard                    | San Antonio Spurs      |
| 2013-14   | Andre Iguodala (2)              | Golden State Warriors  | Roy Hibbert                      | Indiana Pacers         |
| 2014-15   | Kawhi Leonard (2)               | San Antonio Spurs      | Anthony Davis                    | New Orleans Pelicans   |
| 2014-15   | Draymond Green                  | Golden State Warriors  | Jimmy Butler (2)                 | Chicago Bulls          |
| 2014-15   | Tony Allen (4)                  | Memphis Grizzlies      | Andrew Bogut                     | Golden State Warriors  |
| 2014-15   | DeAndre Jordan                  | Los Angeles Clippers   | John Wall                        | Washington Wizards     |
| 2014-15   | Chris Paul (7)                  | Los Angeles Clippers   | Tim Duncan (15)                  | San Antonio Spurs      |
| 2015-16   | Kawhi Leonard (3)               | San Antonio Spurs      | Paul Millsap                     | Atlanta Hawks          |
| 2015-16   | Draymond Green (2)              | Golden State Warriors  | Paul George (3)                  | Indiana Pacers         |
| 2015-16   | DeAndre Jordan (2)              | Los Angeles Clippers   | Hassan Whiteside                 | Miami Heat             |
| 2015-16   | Avery Bradley (2)               | Boston Celtics         | Tony Allen (5)                   | Memphis Grizzlies      |
| 2015-16   | Chris Paul (8)                  | Los Angeles Clippers   | Jimmy Butler (3)                 | Chicago Bulls          |
| 2016-17   | Draymond Green (3)              | Golden State Warriors  | Tony Allen (6)                   | Memphis Grizzlies      |
| 2016-17   | Rudy Gobert                     | Utah Jazz              | Danny Green                      | San Antonio Spurs      |
| 2016-17   | Kawhi Leonard (4)               | San Antonio Spurs      | Anthony Davis (2)                | New Orleans Hornets    |
| 2016-17   | Chris Paul (9)                  | Los Angeles Clippers   | André Roberson                   | Oklahoma City Thunder  |
| 2016-17   | Patrick Beverley (2)            | Houston Rockets        | Giannis Antetokounmpo            | Milwaukee Bucks        |
| 2017-18   | Rudy Gobert (2)                 | Utah Jazz              | Joel Embiid                      | Philadelphia 76ers     |
| 2017-18   | Anthony Davis (3)               | New Orleans Pelicans   | Draymond Green (4)               | Golden State Warriors  |
| 2017-18   | Victor Oladipo                  | Indiana Pacers         | Al Horford                       | Boston Celtics         |
| 2017-18   | Jrue Holiday                    | New Orleans Pelicans   | Dejounte Murray                  | San Antonio Spurs      |
| 2017-18   | Robert Covington                | Philadelphia 76ers     | Jimmy Butler (4)                 | Minnesota Timberwolves |
| 2018-19   | Rudy Gobert (3)                 | Utah Jazz              | Jrue Holiday (2)                 | New Orleans Pelicans   |
| 2018-19   | Paul George (4)                 | Oklahoma City Thunder  | Klay Thompson                    | Golden State Warriors  |
| 2018-19   | Giannis Antetokounmpo (2)       | Milwaukee Bucks        | Joel Embiid (2)                  | Philadelphia 76ers     |
| 2018-19   | Marcus Smart                    | Boston Celtics         | Draymond Green (5)               | Golden State Warriors  |
| 2018-19   | Eric Bledsoe                    | Milwaukee Bucks        | Kawhi Leonard (5)                | Toronto Raptors        |
| 2019-20   | Giannis Antetokounmpo (3)       | Milwaukee Bucks        | Kawhi Leonard (6)                | Los Angeles Clippers   |
| 2019-20   | Anthony Davis (4)               | Los Angeles Lakers     | Brook Lopez                      | Milwaukee Bucks        |
| 2019-20   | Ben Simmons                     | Philadelphia 76ers     | Bam Adebayo                      | Miami Heat             |
| 2019-20   | Rudy Gobert (4)                 | Utah Jazz              | Patrick Beverley (3)             | Los Angeles Clippers   |
| 2019-20   | Marcus Smart (2)                | Boston Celtics         | Eric Bledsoe (2)                 | Milwaukee Bucks        |
| 2020-21   | Rudy Gobert (5)                 | Utah Jazz              | Kawhi Leonard (7)                | Los Angeles Clippers   |
| 2020-21   | Draymond Green (6)              | Golden State Warriors  | Joel Embiid (3)                  | Philadelphia 76ers     |
| 2020-21   | Ben Simmons (2)                 | Philadelphia 76ers     | Bam Adebayo (2)                  | Miami Heat             |
| 2020-21   | Giannis Antetokounmpo (4)       | Milwaukee Bucks        | Jimmy Butler (5)                 | Miami Heat             |
| 2020-21   | Jrue Holiday (3)                | Milwaukee Bucks        | Matisse Thybulle                 | Philadelphia 76ers     |
| 2021-22   | Marcus Smart (3)                | Boston Celtics         | Bam Adebayo (3)                  | Miami Heat             |
| 2021-22   | Mikal Bridges                   | Phoenix Suns           | Jrue Holiday (4)                 | Milwaukee Bucks        |
| 2021-22   | Rudy Gobert (6)                 | Utah Jazz              | Matisse Thybulle (2)             | Philadelphia 76ers     |
| 2021-22   | Giannis Antetokounmpo (5)       | Milwaukee Bucks        | Robert Williams III              | Boston Celtics         |
| 2021-22   | Jaren Jackson Jr.               | Memphis Grizzlies      | Draymond Green (7)               | Golden State Warriors  |
| 2022-23   | Jaren Jackson Jr. (2)           | Memphis Grizzlies      | Bam Adebayo (4)                  | Miami Heat             |
| 2022-23   | Brook Lopez (2)                 | Milwaukee Bucks        | OG Anunoby                       | Toronto Raptors        |
| 2022-23   | Alex Caruso                     | Chicago Bulls          | Dillon Brooks                    | Memphis Grizzlies      |
| 2022-23   | Evan Mobley                     | Cleveland Cavaliers    | Draymond Green (8)               | Golden State Warriors  |
| 2022-23   | Jrue Holiday (5)                | Milwaukee Bucks        | Derrick White                    | Boston Celtics         |
| 2023-24   | Rudy Gobert (7)                 | Minnesota Timberwolves | Alex Caruso (2)                  | Chicago Bulls          |
| 2023-24   | Victor Wembanyama               | San Antonio Spurs      | Jalen Suggs                      | Orlando Magic          |
| 2023-24   | Bam Adebayo (5)                 | Miami Heat             | Derrick White (2)                | Boston Celtics         |
| 2023-24   | Herbert Jones                   | New Orleans Pelicans   | Jaden McDaniels                  | Minnesota Timberwolves |
| 2023-24   | Anthony Davis (5)               | Los Angeles Lakers     | Jrue Holiday (6)                 | Boston Celtics         |
| 2024-25   | Evan Mobley^ (2)                | Cleveland Cavaliers    | Toumani Camara^                  | Portland Trail Blazers |
| 2024-25   | Amen Thompson^                  | Houston Rockets        | Jaren Jackson Jr.^ (3)           | Memphis Grizzlies      |
| 2024-25   | Draymond Green^ (9)             | Golden State Warriors  | Jalen Williams^                  | Oklahoma City Thunder  |
| 2024-25   | Dyson Daniels^                  | Atlanta Hawks          | Rudy Gobert^ (8)                 | Minnesota Timberwolves |
| 2024-25   | Luguentz Dort^                  | Oklahoma City Thunder  | Ivica Zubac^                     | Los Angeles Clippers   |

## Jugadores más veces elegidos
|  | Denota jugador miembro del Basketball Hall of Fame |
|  | Denota jugador en activo                           |

| # | Jugador             | Total | Primer equipo | Segundo equipo | Mejor Defensor de la NBA |
| - | ------------------- | ----- | ------------- | -------------- | ------------------------ |
| 1 | Tim Duncan          | 15    | 8             | 7              | 0                        |
| 2 | Kevin Garnett       | 12    | 9             | 3              | 1                        |
| 2 | Kobe Bryant         | 12    | 9             | 3              | 0                        |
| 4 | Kareem Abdul-Jabbar | 11    | 5             | 6              | 0                        |
| 5 | Scottie Pippen      | 10    | 8             | 2              | 0                        |
| 6 | Gary Payton         | 9     | 9             | 0              | 1                        |
| 6 | Michael Jordan      | 9     | 9             | 0              | 1                        |
| 6 | Bobby Jones         | 9     | 8             | 1              | 0                        |
| 6 | Chris Paul          | 9     | 7             | 2              | 0                        |
| 6 | Dennis Johnson      | 9     | 6             | 3              | 0                        |
| 6 | Draymond Green      | 9     | 5             | 4              | 1                        |
| 6 | Hakeem Olajuwon     | 9     | 5             | 4              | 2                        |
| 6 | Jason Kidd          | 9     | 4             | 5              | 0                        |